# Liste der Pfarren im Dekanat Pettenbach
Das Dekanat Pettenbach ist ein Dekanat der römisch-katholischen Diözese Linz.

## Pfarren mit Kirchengebäuden und Kapellen
| Ort                         | Pfarrverband | Ink.               | Patrozinium              | Kirchengebäude und Kapellen                                                                   | Bild                                      |
| Eberstalzell                | Pettenbach   | Kremsmünster (OSB) | Hl. Ulrich               | Pfarrkirche Eberstalzell                                                                      | Pfarrkirche Eberstalzell                  |
| Fischlham                   | Pettenbach   | Kremsmünster (OSB) | Hl. Petrus               | Pfarrkirche Fischlham Filialkirche St. Georgen im Schauertal                                  | Pfarrkirche Fischlham                     |
| Grünau                      | Almtal       | Kremsmünster (OSB) | Hl. Jakobus der Ältere   | Pfarrkirche Grünau im Almtal Auerbachkapelle, Kapelle im Almseehaus, Kapelle am Jakobsbrunnen | Pfarrkirche Grünau                        |
| Kirchham                    | Vorchdorf    | Kremsmünster (OSB) | Hl. Laurentius           | Neue Pfarrkirche Kirchham Alte Pfarrkirche Kirchham                                           | Pfarrkirche Kirchham                      |
| Magdalenaberg               | Pettenbach   | Kremsmünster (OSB) | Hl. Maria Magdalena      | Pfarrkirche Magdalenaberg                                                                     | Pfarrkirche Pettenbach, Sankt Magdalena   |
| Pettenbach                  | Pettenbach   | Kremsmünster (OSB) | Hl. Benedikt             | Pfarrkirche Pettenbach Filialkirche Heiligenleithen, Kapelle Maria Einsiedeln                 | Pfarrkirche Pettenbach, Heiliger Benedikt |
| Scharnstein                 | Almtal       | Kremsmünster (OSB) | Hl. Berthold             | Pfarrkirche Scharnstein Kapelle im Schloss Scharnstein                                        | Pfarrkirche Scharnstein                   |
| St. Konrad                  | Almtal       | Kremsmünster (OSB) | Hl. Konrad               | Pfarrkirche St. Konrad                                                                        | Pfarrkirche St. Konrad                    |
| Steinerkirchen an der Traun | Pettenbach   | Kremsmünster (OSB) | Hl. Martin               | Pfarrkirche Steinerkirchen an der Traun Hauskapelle der Benediktinerinnen                     | Pfarrkirche Steinerkirchen                |
| Viechtwang                  | Almtal       | Kremsmünster (OSB) | Hl. Johannes, Evangelist | Pfarrkirche Viechtwang                                                                        | Pfarrkirche Viechtwang                    |
| Vorchdorf                   | Vorchdorf    | Kremsmünster (OSB) | Mariä Himmelfahrt        | Pfarrkirche Vorchdorf Filialkirche Einsiedling                                                | Pfarrkirche Vorchdorf                     |

## Dekanat Pettenbach
Das Dekanat umfasst elf Pfarren.
Dechanten
- seit 2017 P. Alois Mühlbachler